# Vacuole
| Celbiologie |
| De dierlijke cel |
| --- |
| Animal Cell |
| Componenten van een dierlijke cel: 1. Nucleolus 2. Celkern 3. Ribosoom (blauwe puntjes) 4. Vesikel 5. Ruw endoplasmatisch reticulum 6. Golgicomplex 7. Cytoskelet 8. Glad endoplasmatisch reticulum 9. Mitochondrion 10. Vacuole 11. Cytosol 12. Lysosoom 13. Centrosoom 14. Celmembraan |
| Portaal Biologie |

Een vacuole is een blaasje gevuld met vocht, dat omgeven is door een vacuolemembraan (tonoplast) en dat zich in het cytoplasma van een cel bevindt. Dierlijke cellen bevatten vaak geen of weinig kleine vacuolen.
Jonge plantaardige cellen bevatten eerst meerdere vacuolen. Deze nemen later water op en verenigen zich. Bij oudere plantencellen zijn de vacuolen vaak samengevoegd tot één grote vacuole. Bij planten neemt de centrale vacuole soms 80% tot 90% in van de totale inhoud van de volgroeide cel. Door het vergroten van de vacuolen en het opnemen van water wordt de cel uitgerekt, dat heet celstrekking.
Het vocht in de vacuolen (vacuolenvocht) bestaat uit water met daarin opgeloste stoffen. Dit vocht bevat onder andere reservestoffen, kleurstoffen en afvalstoffen. De kleurstoffen zorgen voor de kleur van bijvoorbeeld planten en bloemen.

## Functies

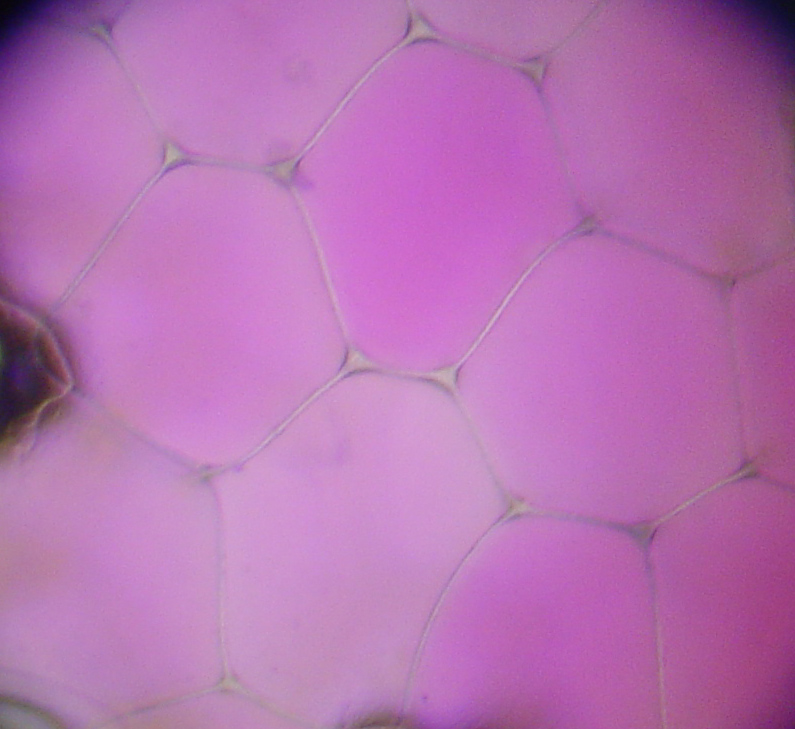
Epidermiscellen van Tradescantia spathacea met vrijwel de gehele cel vullende vacuolen. Beeldbreedte ca. 450 µm

Vacuolen kunnen diverse functies hebben, die per soort kunnen verschillen.
De belangrijkste en meest algemene functie is de opslag van het vacuolenvocht. Het vacuolenvocht bestaat uit water met daarin opgeloste of gekristalliseerde stoffen. Het bevat onder andere reservestoffen, kleurstoffen, hulpstoffen, afvalstoffen en opgeloste suikers.
Daarnaast worden er in de vacuole ook stoffen afgebroken.
Vacuolen kunnen ook een teveel aan zouten opslaan, wanneer daar te veel van is in het cytoplasma.
Ze zijn dus erg belangrijk voor de bescherming en het 'schoonhouden' van het inwendige milieu van de cel.
Bovendien kunnen vacuolen ook een rol spelen in de afweer van de plant tegen herbivoren (planteneters) en omnivoren (alleseters). In sommige vacuolen worden ook speciale toxische verbindingen opgeslagen die vrijkomen wanneer de plantencellen opengebroken worden. Deze kunnen toxisch of irriterend zijn voor de planteneter en hierdoor verdere vraat aan de plant afremmen.
Ook spelen vacuolen in plantencellen een belangrijke rol bij de osmoregulatie, wat zorgt voor de stevigheid van de cel. De plantaardige cel is veel steviger dan de dierlijke cel. De celwand en vacuolen geven samen voldoende stevigheid aan de cel. Vacuolen die goed gevuld zijn, zorgen ook voor een hoge turgordruk (spanningsdruk op de celwand).